# 南島族群職業軍人
南島族群職業軍人，係指具有南島族群血統並以從軍為職業取向之人。

## 臺灣
在台灣的南島民族族群以臺灣原住民族各族為大宗，加上來自東南亞南島民族國家移民而來的新住民。具有法定身分的臺灣原住民族群計有58萬餘人，約占全國總人口數2.5%，根據原住民族委員會2020年6月出版的《109年第2季原住民就業狀況調查報告》顯示，2020年6月調查具有原住民身分之現役軍人為19,082人，占國軍總員額21.5萬人的8.9%；在18萬餘的職業軍人當中，臺灣原住民族的人口比例約佔7%，而依據臺灣新社會智庫政策報告「兵役制度的底層勞動者—原住民」文章提到，擔任特種部隊的比例卻高達60%。
由第二次世界大戰的高砂義勇隊、國共內戰期間前往中國各個戰場、或者於臺海對峙期間戍守在金門馬祖等前線，以及當代各種天災人禍之際，皆能看到見臺灣原住民族各族職業軍人的身影，肩負國土保安與救災勤務的守護任務。由躋身軍旅成為基層士官兵或高風險特戰軍種的人數比例顯示，顯示在「從軍」這項穩定薪資與福利優渥的職業類別下，造就了臺灣原住民族相對外來移民族群更加以從軍作為職業選項的原因。

## 菲律賓
菲律宾民族多屬於南島民族，組成由南島民族為主的菲律賓武装部队（英語：Armed Forces of the Philippines，縮寫为），簡稱為菲軍，是菲律宾共和国的国家武装力量，由陸、海、空三軍組成，實行志願兵役制，其中現役軍人12萬，預備役軍人13萬。

## 印尼
印度尼西亞民族多屬於南島民族，組成由南島民族為主的印度尼西亚國民軍（縮寫），亦可直譯為印尼國軍、印尼國民軍，是印尼的軍隊，舊稱人民治安軍（Tentara Keamanan Rakyat），現役人數約476,000人。